# Roman struje svijesti
Roman struje svijesti je vrsta modernoga romana u kojem dominira književna tehnika izravnog zapisivanja misli, dojmova i razmišljanja likova.

## Pojam struja svijesti
Pojam struje svijesti (engl. stream of consciousness) uveo je američki filozof i psiholog William James, koji je podrazumijevao da sviješću neprekidno prolazi struja misli, osjećaja, dojmova i najčešće nevezanih zamisli koji tvore unutarnji život čovjeka (Načela psihologije, 1890.). Čovjekov se psihički život, prema Jamesu, ne odvija samo pod utjecajem svjesnih uzročno-posljedičnih logičkih zakonitosti već se čovjekov unutarnji život zbiva na nesvjesnoj, afektivnoj razini na kojoj se misli, dojmovi, osjećaji sklapaju u mozaičku cjelinu. Pojam „svijest“ uključuje cijelu čovjekovu mentalnu pažnju: od besvjesnosti po do potpune racionalne svjesnosti.

## Struja svijesti u književnoj teoriji
U književnoj teoriji pojam struja svijesti odnosi se na prikazivanje asocijativnoga mozaika misli, osjećaja i dojmova likova u književnom tekstu. Da bi se to postiglo, nužno je bilo napustiti fabulu, pripovjedača, lik, mjesto i vrijeme radnje u tradicionalnom smislu. May Sinclair je prva koja je upotrijebila termin struje svijesti u književnosti. Pišući kritiku u The Egoist, 1928. divila se tehnici kojom se Dorothy Richardson koristila u Pilgrimage da bi portretirala život onako kako se živi, bez zbivanja, unutarnji život, struju svijesti
.

## Obilježja romana struje svijesti

### Radnja
U eseju O umjetnosti romana, Thomas Mann kaže: Roman će biti uzvišeniji i plemenitiji, što više prikazuje unutrašnji a manje vanjski život... Nije zadatak romanopisca da nam pripovijeda velike događaje, već da nam neznatne učini zanimljivim.

U romanu struje svijesti nema ni fabule ni zapleta u klasičnom smislu, radnja se iz izvanjskog svijeta premjestila u čovjekovu svijest. Događaji koji su prosječni, svakodnevni (pijenje jutarnje kave) u čovjekovoj svijesti pokreću asocijacije otvarajući beskrajne prostore i gradeći neslućene svjetove. U centru pažnje su unutrašnji, psihički procesi lika, sadržaj svijeti. Roman je više zbir podataka, činjenica i elemenata psihičkog stanja nego vanjskih zbivanja.
Ono što treba biti radnjom romana, iznijela je Virginia Woolf u eseju Moderna umjetnička proza iz 1919. godine.  Razmatra aktualno stanje u književnosti i obračunava se sa svojim prethodnicima, nazivajući ih materijalistima i suprotstavlja ih novoj generaciji pisaca s anglosaksonskog područja, u koje se i sama ubraja, a koje naziva spiritualistima. Pobunila se protiv tradicionalnog oblika romana koji fotografski reproducira stvarnost kronološkom naracijom, zapletom i raspletom te opisivanjem vanjskih osobina lika.
Materijalisti se zanimaju za tijelo, a ne za duh, pišu o beznačajnim stvarima, ulažu ogroman trud nastojeći da trivijalno i prolazno učine istinitim i trajnim, da kroz fabulu prikažu sličnost životu. Međutim, u stvarnom životu, kod običnog čovjeka u običnom danu, u svijest ulaze milijarde utisaka, trivijalnih, fantastičnih, prolaznih; urezuju se oštrinom sječiva. Zadatak romanopisca je da prikaže taj raznoliki, nepoznati i neograničeni duh, taj neprekidan pljusak bezbrojnih atoma, ma koliko bio zagonetan i kompleksan, sa što je moguće manje tuđeg i vanjskog.
Bilježimo atome onim redom kojim dopiru do naše svesti, slijedimo utiske, svejedno kako nepovezani i razjedinjeni izgledali, koje svaki prizor ili događaj urezuje u našu svijest.
U unutarnjem životu, u neprekidnom tijeku čovjekove svijesti, pomiješana su sva njegova uzbuđenja i njegovi imaginarni predosjećaji. Svaki čulni utisak, intelektualni ili emocionalni doživljaj, nadovezuje na sve ono što je čovjek ranije doživio i zato i svaki pojedinac na drugačiji način doživljava isti događaj. Tako je npr. u romanu Krik i bijes W. Faulknera koji kroz četiri lika priča istu povijest.

### Pripovjedač
Roman struje svijesti pisan je u 1. licu jednine. Pripovjedač se što je više moguće isključuje iz teksta, jer je to jedini način da se pred očima čitatelja održi iluzija svijesti u pokretu. On je potpuno uvučen u brojne nepovezane dojmove koji struje unutrašnjošću likova. Ništa ne pripovijeda čitatelju, ne tumači, traži od čitatelja da sam otkriva.  Autorski se komentar shvaća kao nepotreban relikt prošlog vremena, zastarjela metoda koja ugrožava željenu instancu objektivnosti. Sve ono što je nekada tumačio pisac, bilo kao sveznajući pripovjedač, ili na usta nekog od likova, sada se neposredno prikazuje i pokazuje. Većina je priča predstavljena kao da prolazi kroz svijest jednog pripovjedača. Ponekad se pripovijeda iz 3. lica (Najznačajniji nepriznati pripovjedač u modernom romanu jesu oni centri svijesti u trećem licu kroz koje su pisci profilirali svoja pripovijedanja. – Wayne Booth) ali to treće lice oslobođeno je obaveze da objašnjava i tumači, već se njegova svijest upotrebljava kao medij neposrednog prikazivanja, postaje puki aparat koji registrira da se nešto dogodilo. Dakle, pripovjedač se odriče uloge povjesničara, tumača ili učitelja, i pokušava čitatelja direktno suoči sa slikom životnih procesa – emocija, utisaka, misli, sjećanja i želja, prije procesa racionalizacije.
Ponekad se struja svijesti pogrešno izjednačava s unutarnjim monologom ili se smatra posebnom vrstom unutarnjega monologa. Da bi razriješila proturječja koja sa sobom donosi pojam struja svijesti, američka germanistica Dorrit Cohn uvela je tri oblika prikazivanja struje svijesti u romanu koji se pripovijeda iz trećega lica: pripovijedana svijest, navedeni monolog,  pripovijedani monolog.

### Likovi
Likovi ne sudjeluju u akcijama, ne mijenjaju se kao posljedica radnje, katkad čak ni ne razmjenjuju ideje niti međusobno utječu jedni na druge. Čitatelj je izravno suočen s njihovim unutarnjim svijetom punim dojmova, misli, asocijacija, razmišljanja ponekad u tolikoj mjeri da ne može shvatiti o čemu se radi.
Nevažnost vanjskih događaja, verbalne komunikacije i tumačenja sublimira lik Faulknerova lika Benjyja. On je tridesettrogodišnji idiot, koji ne govori, samo stenje ili zavija. Njegov je tekst uglavnom čist i jednostavan, jer on samo registrira pojedinosti koje neposredno vidi i čuje, ili one koje je zapamtio iz prošlosti, a koje mu se (po principu psihološkog povezivanja) vraćaju u svijest. Lišen je svake mogućnosti da sam uopćava, sintetizira i zaključuje, i da razlikuje percepciju od sjećanja; on ne razmišlja, ne govori, ne komentira, ne moralizira. Njegove uspomene nisu oblikovane ni obojene, već sirove i neposredne. Živi u blaženoj nevinosti, gdje nema granica prostora i vremena – on ne razlikuje prošlost i sadašnjost. U njegovim mislima nema ni upitnika ni uskličnika, a intelektualne formulacije slične su mu dječjim.

### Jezik
Roman struje svijesti nužno je razvio i svoj jezik jer se tradicionalnim, određenim, strogo usustavljenim jezikom nije moglo izraziti svu širinu unutarnjih gibanja. Ponekad se utisci i razmišljanja bilježe bez obzira na gramatička i pravopisna pravila jer se unutrašnji ritam čovjekovih misli opire jezičnoj ekspresiji i postoji neovisno od izgovorene riječi, pa se zato i ne može prikazati konvencionalnim jezičnim kalupima. To ponekad ide do nečitljivosti stvarajući hermetičan i osobni jezik koji zanemaruje opću komunikativnost i prihvaćene norme izražavanja.  Npr. Joyce u Finneganovu bdijenju prelazi preko svih normi pravopisnih, etimoloških i gramatičkih unoseći bezbroj asocijacija, stvarajući višeznačni jezik koji bi, kako Joyce kaže u djelu, razumio „idealan čitalac koji pati od idealne nesanice“. Obilno se koriste asocijacijama, sugestijom, simbolima, metaforom, igrama riječi, eufonijom, često se koriste rečenice i dijelovi književnih djela, znanstvena, filozofska razmatranja pisana metajezikom, izvještaji o stvarnim događajima.

### Vrijeme
Vrijeme je u romanu struje svijesti iznimno važna kategorija. Ono je potpuno subjektivno. Od objektivnog, mehaničkog vremena, onoga koji mjerimo satom razlikujemo vrijeme u kojem se intenzivno živi i u kojem se spoznaju bitni trenuci života (bez obzira koliko trajali: čas-dva ili se dijelili na veće ili manje odsječke). Moguće je da se u svakom vrlo kratkom vremenskom odsječku u svijesti vidnim, slušnim i drugim podražajima stvaraju uspomene, misli, zaključci, razne periferne pomisli koje se zbivaju u vremenu koje nije realno i koje tvore svoje, individualno vrijeme. Npr. roman V. Woolf Gđa Dalloway opisuje jedan dan u životu dvoje vrlo različitih ljudi u velikom gradu; Ka svjetioniku: dva dana odvojena impresijom gluhog trajanja u ratnim godinama. Roman Krik i bijes Faulknera: četiri dana pa ipak obuhvaćaju cijelu emocionalnu povijest obitelji Compson (i emocionalnu povest Juga). Zbivanje  Uliksova J. Joyca izneseno na više od 900 stranica događa se u 24 sata.

### Nove tehnike
Da bi bili objektivni u prikazivanju rastrganih psihičkih procesa svojih ličnosti, u romanu struje svijesti primjenjuju se načela slobodne psihološke asocijacije, tj. sposobnosti da nam jedna stvar preko pamćenja, čula ili mašte sugerira neku drugu. Prikazujući kretanje i krivudanje toka svijesti u vremenu i prostoru, pisci se služe i standardnim retoričkim figurama, kao i nekonvencionalnim impresionističkim slikama i simbolima. Okretanje individualnoj psihologiji, tj. prenošenje osnovne radnje u unutrašnjost, dovodi do razrada tehnike kojima se želi što bolje prikazati asocijativni mozaik misli, osjećaja i dojmova likova, upotrebe lajtmotiva i psihoanalitičkih metoda.
Posuđuju se i neki filmski postupci: montaža (brzi slijed slika, stavljanje slika jednih preko drugih ili okruživanje središnje slike srodnim slikama); ponavljanje kadrova, krupni plan, skraćivanje prizora, postupno zatamnjenje predmeta... Koriste i mehanička sredstva: tipografska pomagala i interpunkciju – zagrade, znakovi izostavljanja, kurziv...

## Predstavnici romana struje svijesti
- James Joyce (Portret umjetnika u mladosti, Uliks, Finneganovo bdjenje)
- Virginia Woolf (Gospođa Dalloway, K svjetioniku, Valovi)
- William Faulkner (Krik i bijes)